# Cardcaptor Sakura – Thẻ bài pha lê
Cardcaptor Sakura – Thẻ bài pha lê (カードキャプターさくら クリアカード編 Kādokyaputā Sakura Kuria Kādo-hen) là một tác phẩm manga, đồng thời là phần tiếp theo của Cardcaptor Sakura, sáng tác bởi nhóm mangaka CLAMP. Bản anime chuyển thể do Madhouse đẩm nhận và Asaka Morio chỉ đạo. Phim phát sóng từ tháng 1 đến tháng 6 năm 2018 trên kênh NHK BS Premium.

## Cốt truyện
Câu chuyện xoay quanh cuộc sống hằng ngày của Kinomoto Sakura khi cô đã là học sinh sơ trung. Đó cũng là lúc Li Syaoran, cậu bạn pháp sư mà Kinomoto Sakura phải lòng quay trở về từ Hồng Kông. Mùa xuân năm ấy hoa đào nở rộ, một học kỳ mới bắt đầu, những người bạn mới dần xuất hiện, đặc biệt là cô bạn Shinomoto Akiho còn những người bạn cũ vẫn luôn đồng hành bên mình, hơn hết cả Syaoran cũng không còn xa cách. Tuy nhiên, những giấc mơ kỳ lạ lại ập đến và đem theo những điềm báo mới. Các lá bài Clow Reed sau khi được chuyển hóa thành lá bài Sakura bỗng nhiên bị hóa thành trong suốt. Thị trấn Tomoeda liên tiếp xuất hiện những hiện tượng lạ.

## Truyền thông

### Manga
Tác phẩm viết và minh họa bởi nhóm họa sĩ Clamp. Tại Việt Nam, Nhà xuất bản Kim Đồng nắm giữ bản quyền manga và xuất bản dưới nhan đề Cardcaptor Sakura: Thẻ bài pha lê.

### Anime
Một bộ anime truyền hình gồm 22 tập được phát sóng từ ngày 7 tháng 1 đến ngày 10 tháng 6 năm 2018 do Morio Asaka, Nanase Ohkawa và Madhouse sản xuất. Kunihiko Hamada đảm nhận vai trò thiết kế nhân vật trong bộ truyện gốc. Dàn diễn viên chính trong bộ anime gốc cũng trở lại để đảm nhận vai diễn của họ. Phần tiền truyện của bộ phim gốc có tựa đề "Sakura and the Two Bears" đã có buổi ra mắt tại Anime Expo vào ngày 1 tháng 7 năm 2017 và được xuất bản tại Nhật Bản dưới dạng DVD đi kèm với ấn bản đặc biệt của tập 3 vào ngày 13 tháng 9 năm 2017. Bộ phim đã được phát hành tại Nhật Bản trên Blu-ray và DVD với tám tập từ tháng 5 đến tháng 11 năm 2018. Vào năm 2019, Funimation đã phát hành bộ phim dưới dạng hai bộ Blu-ray, mỗi bộ gồm 11 tập vào ngày 5 tháng 2 và ngày 2 tháng 7. Funimation đã ra mắt bộ phim hoàn chỉnh dưới dạng một tập đĩa Blu-ray vào ngày 11 tháng 8 năm 2020.

## Nhân vật
| Nhân vật          | Diễn viên lồng tiếng |
| ----------------- | -------------------- |
| Kinomoto Sakura   | Tange Sakura         |
| Keroberos         | Hisakawa Aya         |
| Tomoyo Daidouji   | Iwao Junko           |
| Li Syaoran        | Kumai Motoko         |
| Yue               | Ogata Megumi         |
| Tsukishiro Yukito | Ogata Megumi         |
| Kinomoto Touya    | Seki Tomokazu        |
| Hiiragizawa Eriol | Sasaki Nozomu        |
| Mizuki Kaho       | Shinohara Emi        |
| Shinomoto Akiho   | Suzuki Minori        |
| Yuna D. Kaito     | Hanae Natsuki        |

## Đội ngũ sản xuất
- Đạo diễn: Asaka Morio
- Studio:  Madhouse
- Sáng tác kịch bản:  Ohkawa Nanase
- Thiết kế nhân vật:  Hamada Kunihiko
- Thiết kế trang phục và thiết kế thẻ bài: Mokona
- Chỉ đạo âm thanh: Mima Masafumi
- Sáng tác âm nhạc: Negishi Takayuki